# Trnávka (Košice)
Trnávka (em húngaro: Tarnóka) é um município da Eslováquia, situado no distrito de Trebišov, na região de Košice. Tem 6,02 km² de área e sua população em 2018 foi estimada em 187 habitantes.

## Demografia
| Ano:        | 1994 | 2004   | 2014   | 2024   |
| ----------- | ---- | ------ | ------ | ------ |
| Broj ljudi: | 161  | 164    | 180    | 175    |
| Razlika:    |      | +1,86% | +9,75% | -2,77% |

| Ano:               | 2023 | 2024   |
| ------------------ | ---- | ------ |
| Número de pessoas: | 169  | 175    |
| Diferença:         |      | +3,55% |